# Воробьи (Смоленский район)
Воробьи — деревня в Смоленском районе Смоленской области России. Входит в состав Лоинского сельского поселения. По состоянию на 2007 год постоянного населения не имеет. 
Расположена в западной части области в 39 км к северо-западу от Смоленска, в 5 км северо-восточнее автодороги Р133 Смоленск — Невель, на берегу реки Строчанка. В 28 км южнее деревни расположена железнодорожная станция О.п. 416-й км на линии Смоленск — Витебск. 

## История
В годы Великой Отечественной войны деревня была оккупирована гитлеровскими войсками в июле 1941 года, освобождена в сентябре 1943 года. 